# Heterachthes longiscapus
Heterachthes longiscapus är en skalbaggsart som beskrevs av Martins 1970. Heterachthes longiscapus ingår i släktet Heterachthes och familjen långhorningar. Inga underarter finns listade i Catalogue of Life.